# Аутономна Република Сјеверни Епир
Аутономна Република Сјеверни Епир (грч. Αὐτόνομος Δημοκρατία τῆς Βορείου Ἠπείρου) био је краткотрајни, самоуправни субјекат који су основали Грци у Сјеверном Епиру (јужна Албанија) након Другог балканског рата 28. фебруара 1914. године.
Сјеверни Епир (грч. Βόρειος Ήπειρος), подручје са значајном грчком популацијом, заузела је грчка војска током Првог балканског рата (1912—1913) од Османског царства. Фирентински протокол је подручје ипак додијелио новооснованој албанској држави. Ову одлуку су одбацили локални Грци, а пошто се грчка војска повукла на нову границу, у Аргирокастрону (грч. Αργυρόκαστρον, данас Ђирокастра) је успостављена нова влада, на челу са Георгиосом Христакис-Зографосом, угледним локалним политичарем и бившим министром спољних послова, уз прећутну подршку Грчке.
У мају су аутономију потврдиле велике силе Крфским протоколом. Споразум је обезбјеђивао сопствену управу субјекту, признање права локалног становништва и предвиђао самоуправу под номиналним албанским суверенитетом. Међутим, то никада није спроведено јер је у августу пала албанска влада. Грчка војска је заузела ово подручје у октобру 1914. након избијања Првог свјетског рата. Планирано је да се Сјеверни Епир уступи Грчкој након рата, али повлачење италијанске подршке и грчки пораз у Грчко-турском рату довео је до коначне уступања подручја Албанији у новембру 1921. године.